# 村上吉資
村上 吉資（むらかみ よしすけ）は、室町時代の武将。因島村上氏の第2代当主。因島長崎城城主。蔵人助。備中守。村上備中入道。村上備中入道（村上顕長／村上吉豊）の子。村上吉充の父。

## 文献に残る資料
1449年(文安6年)6月、村上備中守（吉資）は伊予守護河野教通から伊予国越智郡の佐礼城を攻略した戦功の感状がある。当時、河野氏は惣領家の教通が畠山持国、庶子家の通春が細川勝元の支援を受けて守護職を巡って争っていた。余談ではあるが、同年8月付の中庄金蓮寺の薬師堂建立の棟札(写し)に「領主村上備中守源吉資」の名がみえる。
ところが、河野通春が守護職となった1453年(享徳2年)5月には、細川勝元は通春の帰国に際して吉資を賞する御教書を発している。
1462年(寛正3年)3月、東寺より「村上備中」が因島地頭代に任じられている。因島は東寺の荘園であり1458年(長禄2年)に小早川氏が中庄・三庄、木梨杉原氏が重井庄を襲っており、吉資に地頭代の職を与える見返りに因島の守備と年貢の輸送を義務付けたと思われ、これを以て因島村上氏はおおやけに因島の支配者として認められたことになる。